# Димитрије Туцовић (ТВ серија)
Димитрије Туцовић је југословенска тв серија снимана 1973. и приказана 1974. године на ТВ Београд. Режирао је редитељ Едуард Галић, по сценарију Милована Витезовића.

## Радња
Серија представља лик и дело Димитрија Туцовића, причу о његовом одрастању, затим како се после Мајског преврата вратио у Србију и први покренуо и основао Социјалдемократску партију, затим његову борбу за радничка права, бављење новинарством и публицистиком и његову трагичну смрт на бојишту током Првог светског рата 1914 године.

## Главне улоге
| Глумац                  | Улога                                       |
| ----------------------- | ------------------------------------------- |
| Љубиша Самарџић         | Димитрије Туцовић                           |
| Данило Бата Стојковић   | Драгиша Лапчевић                            |
| Бранко Цвејић           | Таса Милојевић                              |
| Светлана Бојковић       | Доброслава Ђорђевић                         |
| Иван Јагодић            | Триша Кацлеровић                            |
| Предраг Милинковић      | Тимотије                                    |
| Милан Пузић             | Драгиша Ђурић                               |
| Петар Краљ              | Јован Скерлић                               |
| Столе Аранђеловић       | Лука Павићевић                              |
| Петар Божовић           | Душан Поповић                               |
| Драган Зарић            | Љуба Јовановић Чупа                         |
| Михајло Миша Јанкетић   | Радован Драговић                            |
| Марко Тодоровић         | Владимир Туцовић                            |
| Љуба Тадић              | Прота Јеврем Туцовић                        |
| Љиљана Крстић           | Јефимија Туцовић                            |
| Драган Лукић Омољац     | Милан Радовановић                           |
| Дамњан Клашња           |                                             |
| Бранко Плеша            | Никола Пашић                                |
| Весна Малохоџић         | Јелена Петровић                             |
| Милан Михаиловић        | Крста Цицварић                              |
| Бранко Милићевић        | Видак                                       |
| Стево Жигон             | Троцки                                      |
| Ђорђе Јелисић           | Радоје Домановић                            |
| Жарко Радић             | Илија Милкић                                |
| Радомир Поповић         |                                             |
| Слободан Перовић        | Генерал Александар Цинцар-Марковић          |
| Маја Димитријевић       | Роза Луксембург                             |
| Васа Пантелић           | Божа Маршићанин, управник града Београда    |
| Свјетлана Кнежевић      | Драгица Туцовић                             |
| Милутин Бутковић        | Моша Аврам Моца                             |
| Рамиз Секић             | Велимир Тодоровић, министар унутрашњих дела |
| Стојан Дечермић         | Јеврем Марковић                             |
| Миодраг Гавриловић      | Жикицина мајка                              |
| Миодраг Радовановић     | Милорад Поповић                             |
| Хелена Буљан            | Зофка Кведер                                |
| Бранислав Зоговић       |                                             |
| Жика Миленковић         | Свештеник Минић                             |
| Миливоје Мића Томић     | Јован Цвијић                                |
| Мирослав Алексић        | Павле Павловић                              |
| Сима Јанићијевић        |                                             |
| Власта Велисављевић     |                                             |
| Бранислав Миленковић    |                                             |
| Бранко Стефановић       |                                             |
| Станимир Аврамовић      |                                             |
| Александар Берчек       |                                             |
| Мирослав Бијелић        |                                             |
| Павле Богатинчевић      |                                             |
| Богић Бошковић          | Лазар Јовин                                 |
| Мирко Буловић           |                                             |
| Љубомир Ћипранић        | штрајкач                                    |
| Милан Ерак              |                                             |
| Александар Хрњаковић    |                                             |
| Иво Јакшић              |                                             |
| Богдан Јакуш            |                                             |
| Милан Јелић             |                                             |
| Иван Јонаш              |                                             |
| Ђорђе Јовановић         |                                             |
| Данило Лазовић          |                                             |
| Милош Кандић            |                                             |
| Стеван Максић           |                                             |
| Морис Леви              |                                             |
| Раде Марјановић         |                                             |
| Иван Манојловић         |                                             |
| Раде Марковић           | Јаша Продановић                             |
| Ирфан Менсур            |                                             |
| Србољуб Милин           |                                             |
| Страхиња Мојић          |                                             |
| Ђорђе Ненадовић         |                                             |
| Јован Никчевић          |                                             |
| Божидар Павићевић Лонга |                                             |
| Радослав Павловић       |                                             |
| Мира Пеић               |                                             |
| Богољуб Петровић        |                                             |
| Душан Почек             |                                             |
| Славко Симић            |                                             |
| Божидар Стошић          |                                             |
| Душан Тадић             |                                             |
| Растко Тадић            |                                             |
| Михајло Викторовић      | Гига Гершић                                 |
| Душан Војновић          |                                             |
| Душан Вујисић           |                                             |
| Милош Жутић             | Владимир Илич Лењин                         |
| Срђан Дедић             |                                             |
| Мирољуб Лешо            |                                             |
| Бранко Вујовић          |                                             |
| Мирослав Зузић          |                                             |
| Миле Дожић              |                                             |
| Драгослав Радоичић Бели |                                             |
| Миомир Радевић - Пиги   |                                             |
| Мирослав Жужић          |                                             |